# مقاطعة واشنطن (كولورادو)
مقاطعة واشنطن (بالإنجليزية: Washington County)‏ هي إحدى مقاطعات ولاية كولورادو في الولايات المتحدة الأمريكية.